# Высоково (Бабаевский район)
Высоково —  упразднённая в 2021 году деревня  в Бабаевском районе Вологодской области России. Включёна в черту города Бабаево.

## География
Расположена на левом берегу реки Колпь.
Расстояние по автодороге до районного центра Бабаево — 8 км. Ближайшие населённые пункты — Бабаево, Колпино.

## История
Входила в городское поселение город Бабаево, с точки зрения административно-территориального деления — в Володинский сельсовет. 
Постановлением Правительства Вологодской области от 18 октября 2021 года упразднена и к 1 декабря 2021 года включена в черту города Бабаево.

## Население
| 2002 | 2010 |
| ---- | ---- |
| 0    | →0   |

По данным переписи в 2002 году постоянного населения не было.

## Инфраструктура
Личное подсобное хозяйство с зоной сельскохозяйственного использования, индивидуальная застройка усадебного типа.

## Транспорт
Деревня доступна автотранспортом.